# Rue des Jardins (Madrid)
Pour les articles homonymes, voir Rue des Jardins.

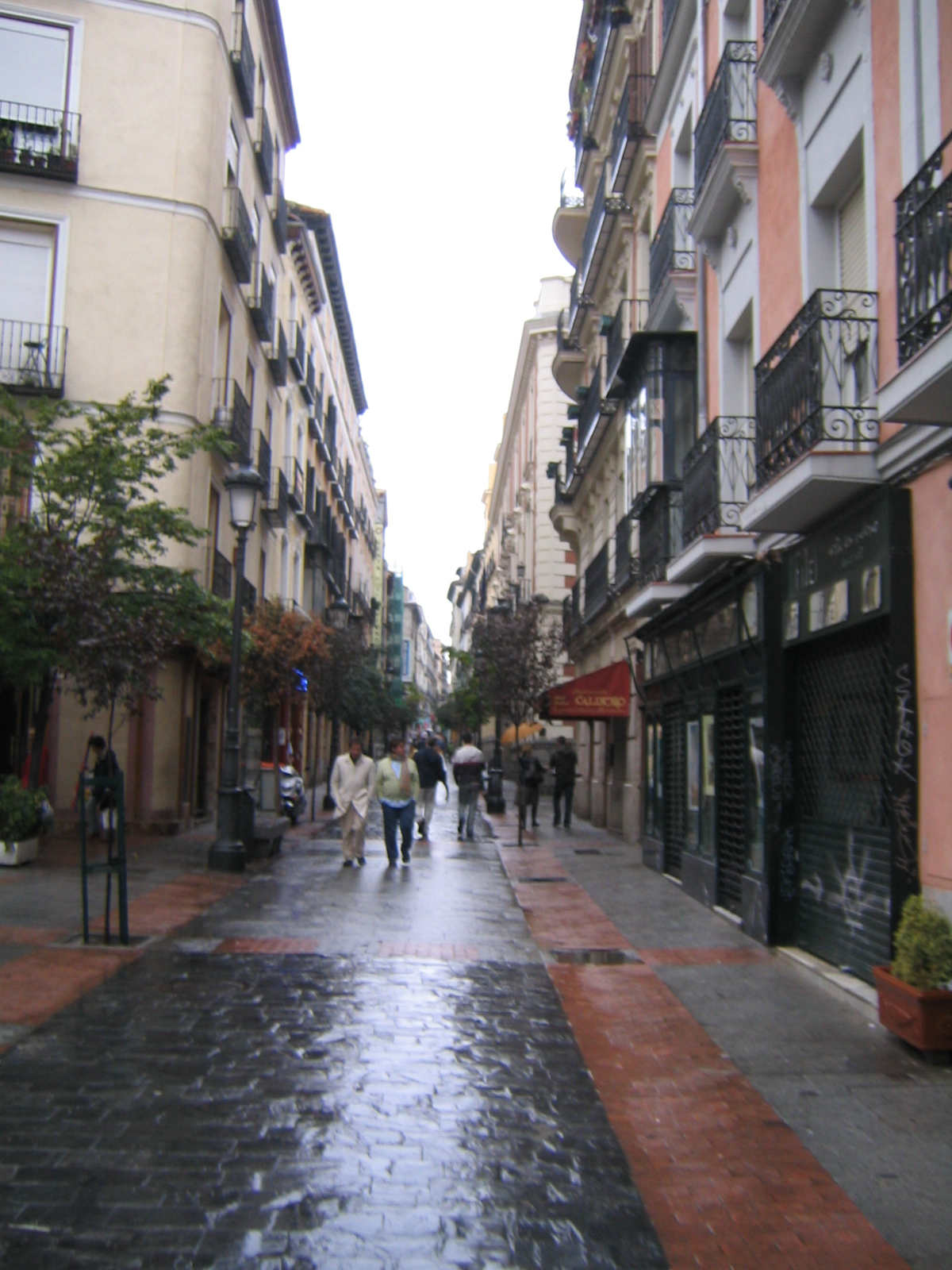
La rue des Jardins près de la place Sainte-Anne.

La rue des Jardins (en espagnol, calle de las Huertas), ancienne rue Cantarranas, est une rue de Madrid, en Espagne.

## Situation
Située dans l'arrondissement du Centre et dans le quartier du Parlement (Cortes), elle est parallèle à la rue d'Atocha et relie les places de l'Ange à l'ouest et de l'Argenterie-Martínez à l'est. 

## Dénomination
Son nom vient des « jardins du pré » (Huertas del Prado) qui au XVIIe siècle se trouvaient sur l'actuel cours du Prado. En raison du grand nombre de bars qu'elle abrite, elle est surnommée la « rue des verres » (calle de las copas). 

## Histoire
À l'origine, cette rue commençait au niveau du cimetière Saint-Sébastien, aujourd'hui disparu. Miguel de Cervantes vécut dans cette rue dans une maison proche du palais de Santoña. 

## Monuments

### Palais de Santoña
Situé à l'angle de la rue du Prince, cet édifice construit au XVIe siècle a d'abord été la propriété de Ruy López de Vega et a été la demeure de Moulay el-Cheikh, prince marocain en exil. Vers le milieu du XIXe siècle, le commerçant et banquier Juan Manuel de Manzanedo y organise des fêtes fastueuses. Il donne au bâtiment le nom de sa ville natale, aujourd'hui située en Cantabrie. Au début du XXe siècle, le député et futur président du Conseil des ministres José Canalejas y habite. Le bâtiment est finalement vendu en 1933 à la Chambre de commerce et d'industrie de Madrid.

### Autres monuments
Le siège de l'Académie royale d'Histoire, fondée par Philippe V, donne sur la rue bien que son entrée se trouve rue du Lion.